# Austrothaumalea simplex
Austrothaumalea simplex är en tvåvingeart som beskrevs av Günther Theischinger 1986. Austrothaumalea simplex ingår i släktet Austrothaumalea och familjen mätarmyggor. Inga underarter finns listade.